# Pardosa ecatli
Pardosa ecatli este o specie de păianjeni din genul Pardosa, familia Lycosidae, descrisă de Jiménez, 1985. Conform Catalogue of Life specia Pardosa ecatli nu are subspecii cunoscute.